# Sipeni
Sipeni – wieś w Rumunii, w okręgu Vaslui, w gminie Blăgești. W 2011 roku liczyła 119 mieszkańców.